# Penstemon rostriflorus
Penstemon rostriflorus är en grobladsväxtart som beskrevs av Albert Kellogg. Penstemon rostriflorus ingår i släktet penstemoner, och familjen grobladsväxter. Inga underarter finns listade i Catalogue of Life.

## Bildgalleri

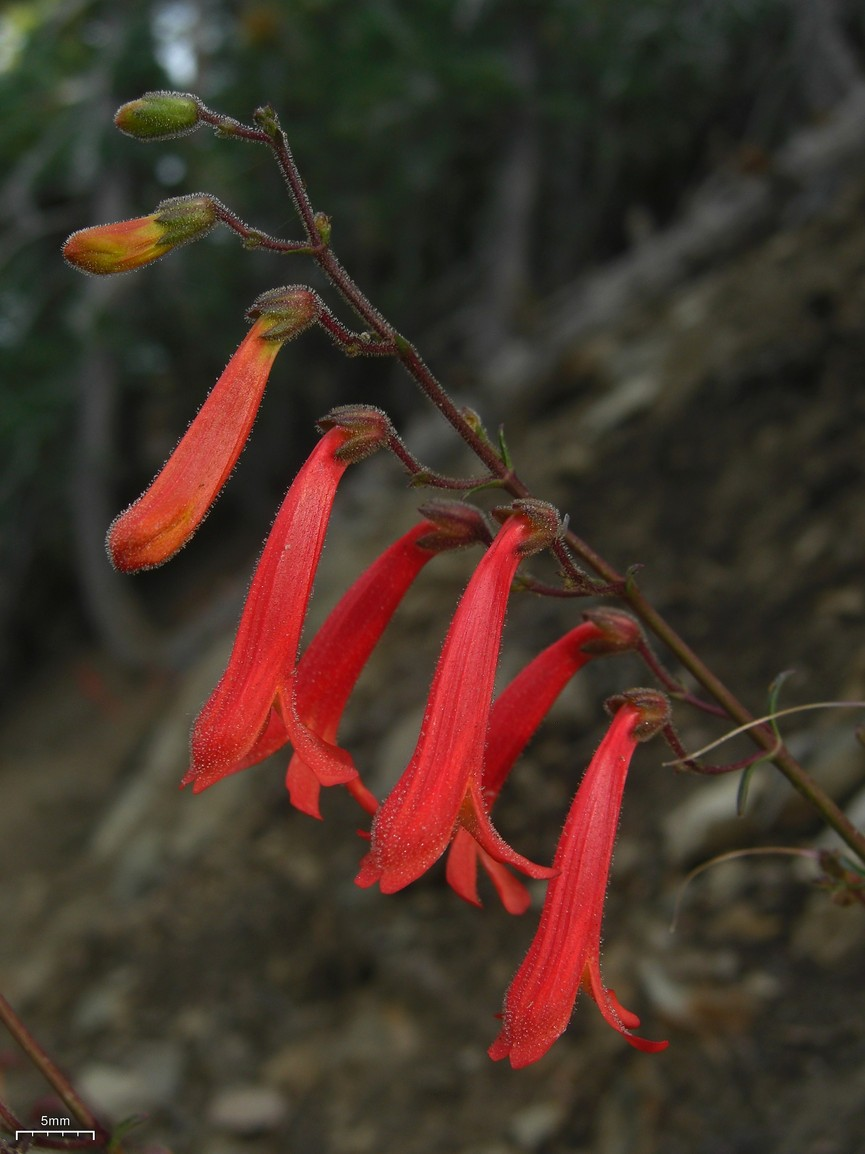
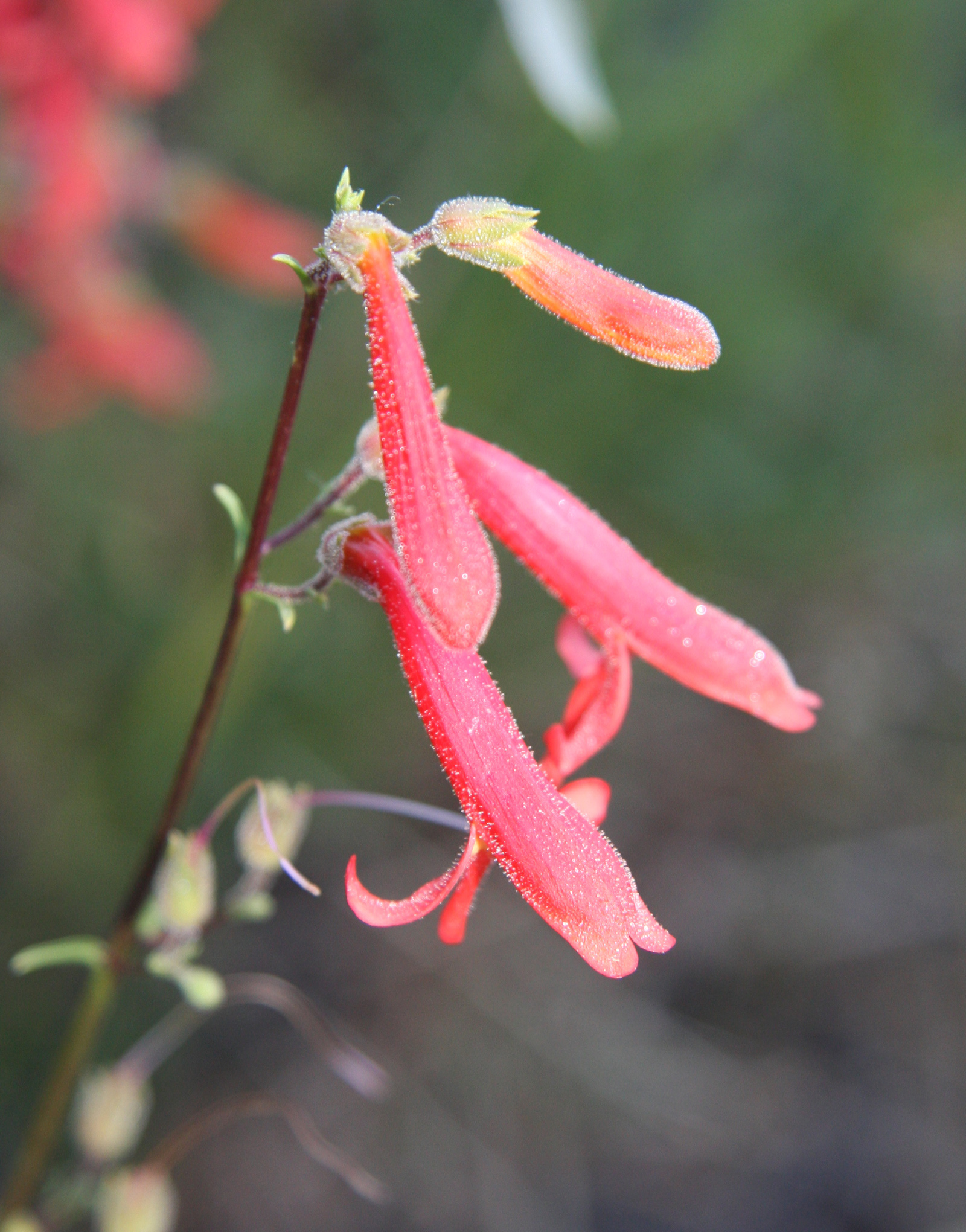
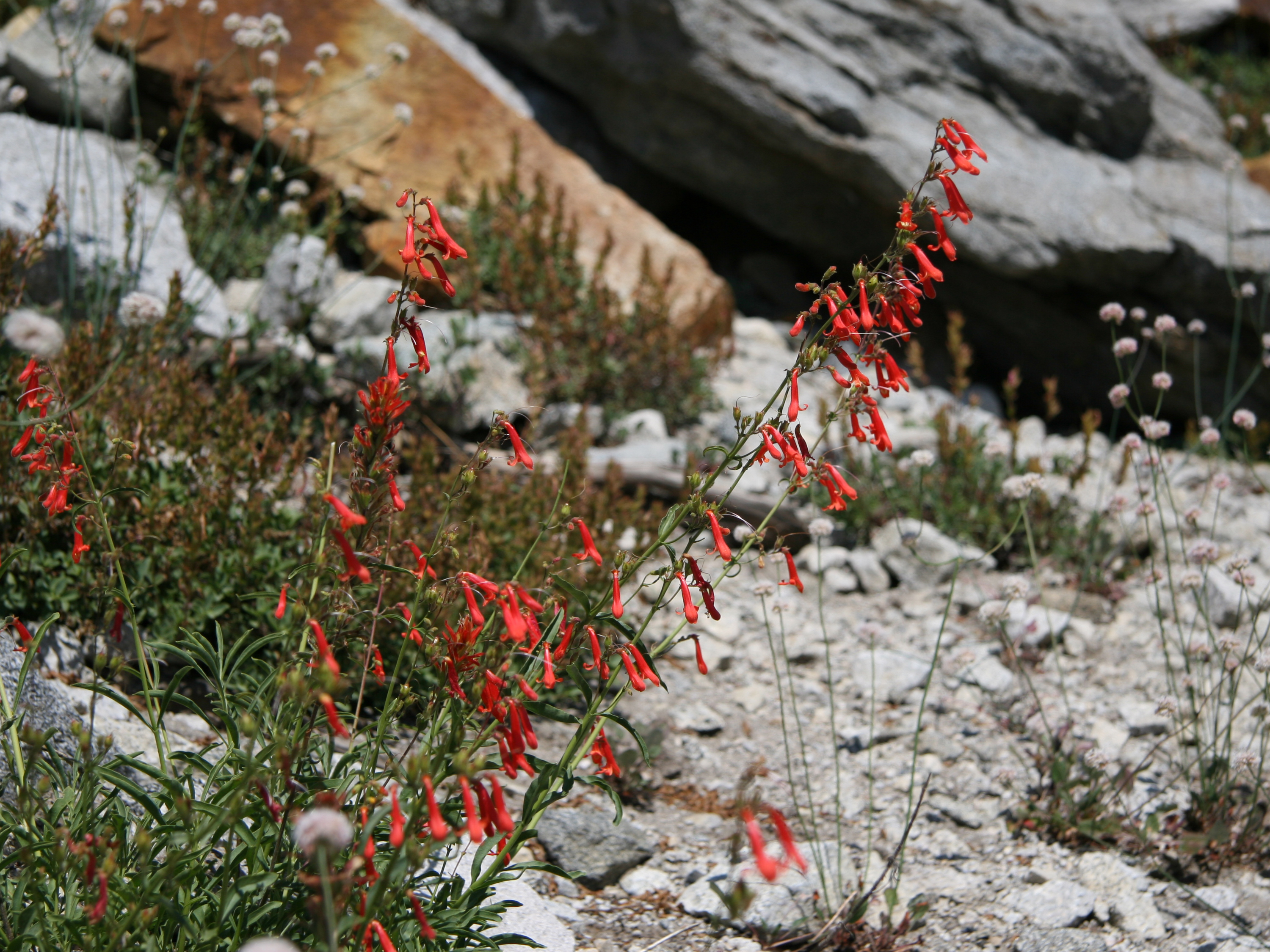
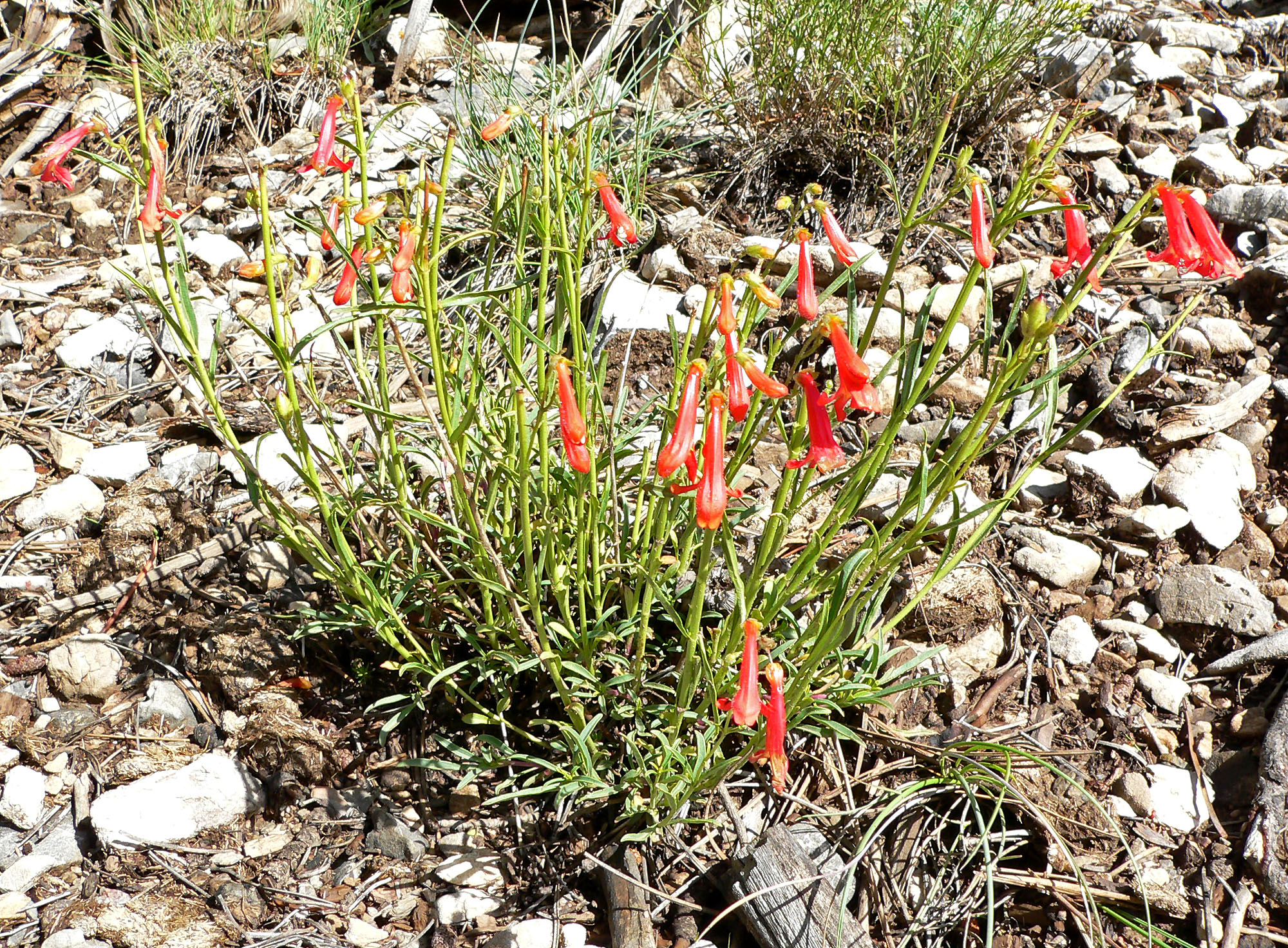
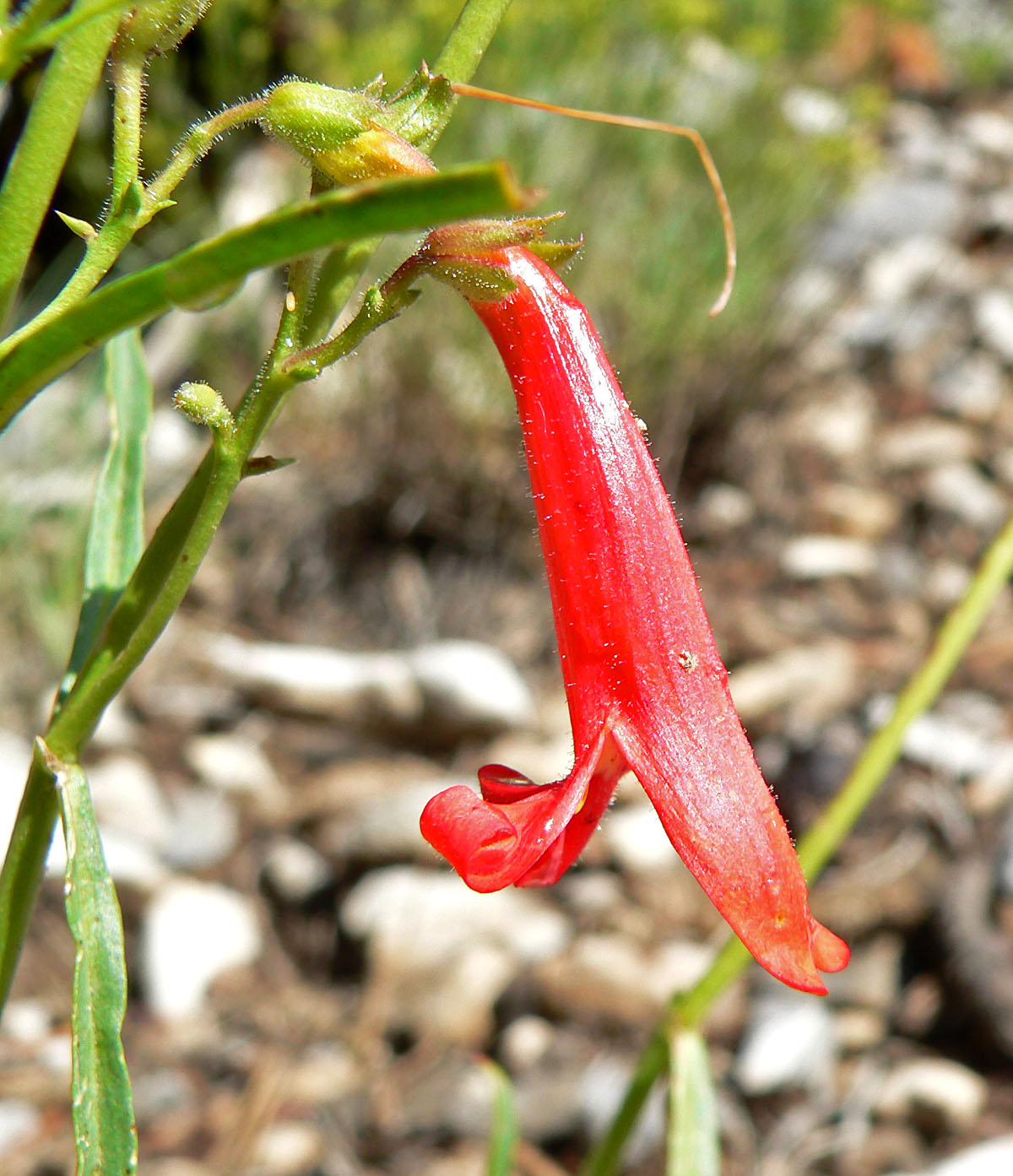
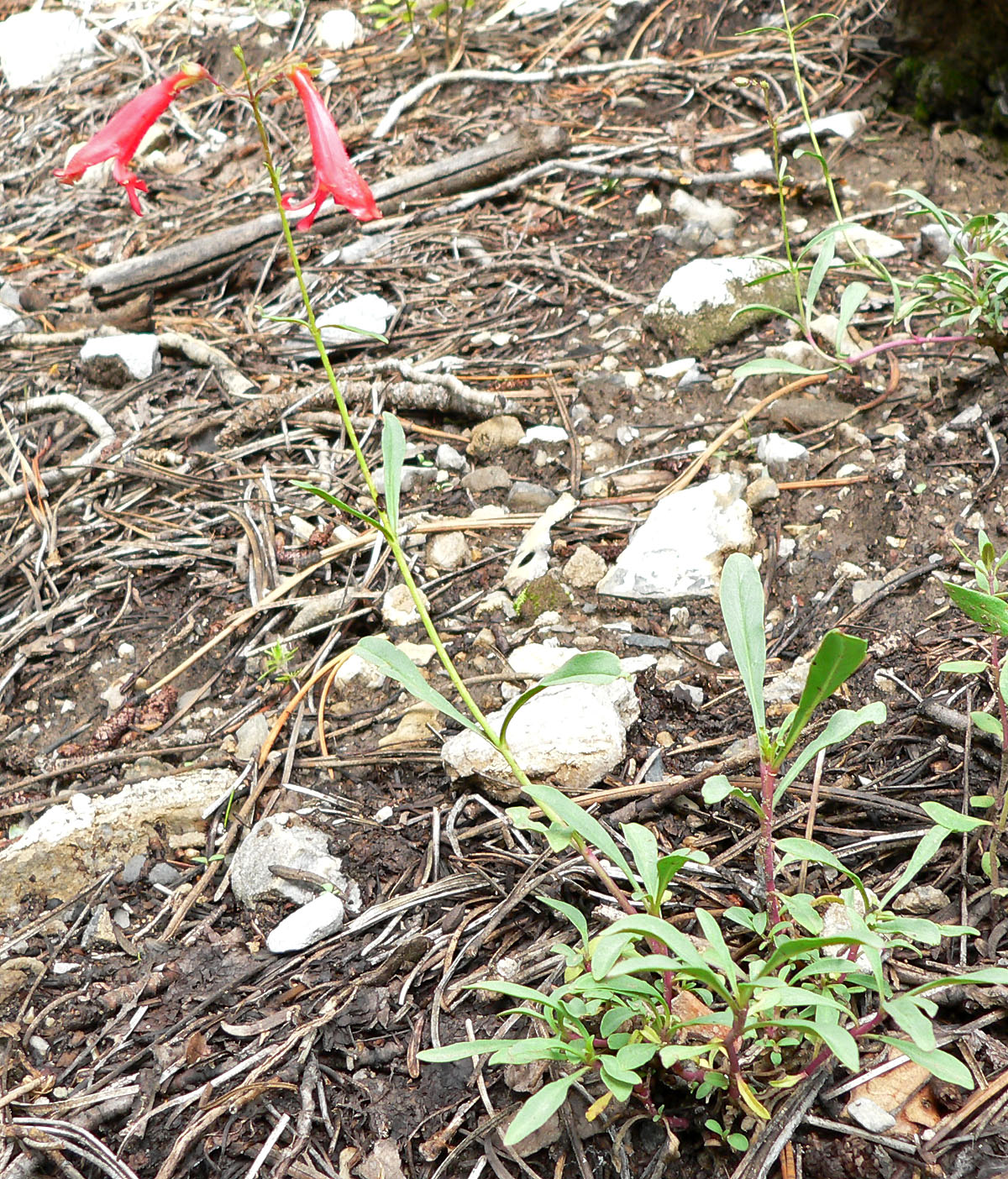